# Nnabagereka
La Nnabagereka of Buganda est le titre officiel de la reine consort du royaume de Buganda, un royaume traditionnel de l'Ouganda moderne. L'actuelle Nnabagereka of Buganda est Sylvia Nagginda, qui a épousé le Kabaka Muwenda Mutebi II de Buganda le 27 août 1999.

## Histoire
Ce titre relativement récent fut créé au XXe siècle. Avant, la tradition du Buganda n'avait que la mère du roi (la Nnamasole, « reine mère ») et l'une de ses sœurs (la Lubuga, ou « reine sœur ») comme prééminentes et puissantes au niveau national. Les Nnamasole et les Lubuga avaient chacun leurs complexes respectifs dans le Palais Royal et le degré de domination et d'influence politiques que chacune de ces femmes détenait variait d'un règne à l'autre. L'épouse principale du roi était entre-temps appelée Kaddulubaale, un titre qui était également détenu par l'épouse principale de n'importe quel ménage du royaume. Le roi Chwa II, ayant régné de 1899 à 1939, fut le premier roi dont l'épouse, Lady Irene Nnamaganda, était considérée comme la première parmi les femmes du Buganda. Le titre de Nnabagereka, étant à l'origine le nom d'une fille du Clan Champignon, a été choisi comme le titre de la femme la plus éminente du Royaume.
Sylvia Nagginda, devenue Nnabagereka en 1999, se préoccupe notamment des droits de l'homme, des droits des femmes et des droits des enfants, en particulier des filles. Elle est appelée « Maama wa Buganda », ce qui signifie « Mère de la nation Buganda. » Elle a été partisane de meilleures conditions de travail pour les enseignants du gouvernement et les agents de santé. Elle est la première Nnabagereka de l'histoire du royaume à mettre en place un bureau à part entière. En 2000, elle a créé la Nnabagereka Development Foundation (NDF). La Fondation est une organisation caritative non gouvernementale, dont la mission est de restaurer la vitalité du Buganda et de l'Ouganda dans son ensemble en « mobilisant les ressources humaines de la communauté et des ménages pour le développement social et économique. »,.